# Dąbrówka (powiat olsztyński)
Dąbrówka (niem. Deppen) – wieś w Polsce położona w województwie warmińsko-mazurskim, w powiecie olsztyńskim, w gminie Świątki.
W latach 1975–1998 miejscowość należała administracyjnie do województwa olsztyńskiego.

## Zabytki
Do wojewódzkiego rejestru zabytków wpisane są obiekty:
- zespół pałacowy, poł. XIX – XX:
  - pałac
  - park

inne:
Kapliczka z dzwonniczką, barokowa, wybudowana XVII w. w formie latarni umarłych na planie koła. Usytuowana na wzniesieniu nad rzeką Pasłęką - tuż nad granicą historycznej Warmii. Jest bardzo wysoka - ponad 7,5 m. Szczyt zwieńczony czterema pięknymi, kutymi krzyżami z metalowymi chorągiewkami i kulami, oraz jednym centralnie umocowanym krzyżem z figurką Chrystusa. U góry kapliczka posiada wielokierunkowy prześwit z prawdopodobnie wtórnie umocowanym dzwonkiem (loretańskim?). Obok kapliczki znajduje się tablica przygotowanego przez Program "Dom Warmiński" szlaku napoleońskiego.